# Imre Garaba
Imre Garaba (Vác, 29 luglio 1958) è un ex calciatore ungherese, di ruolo difensore.